# ترامواي الجزائر

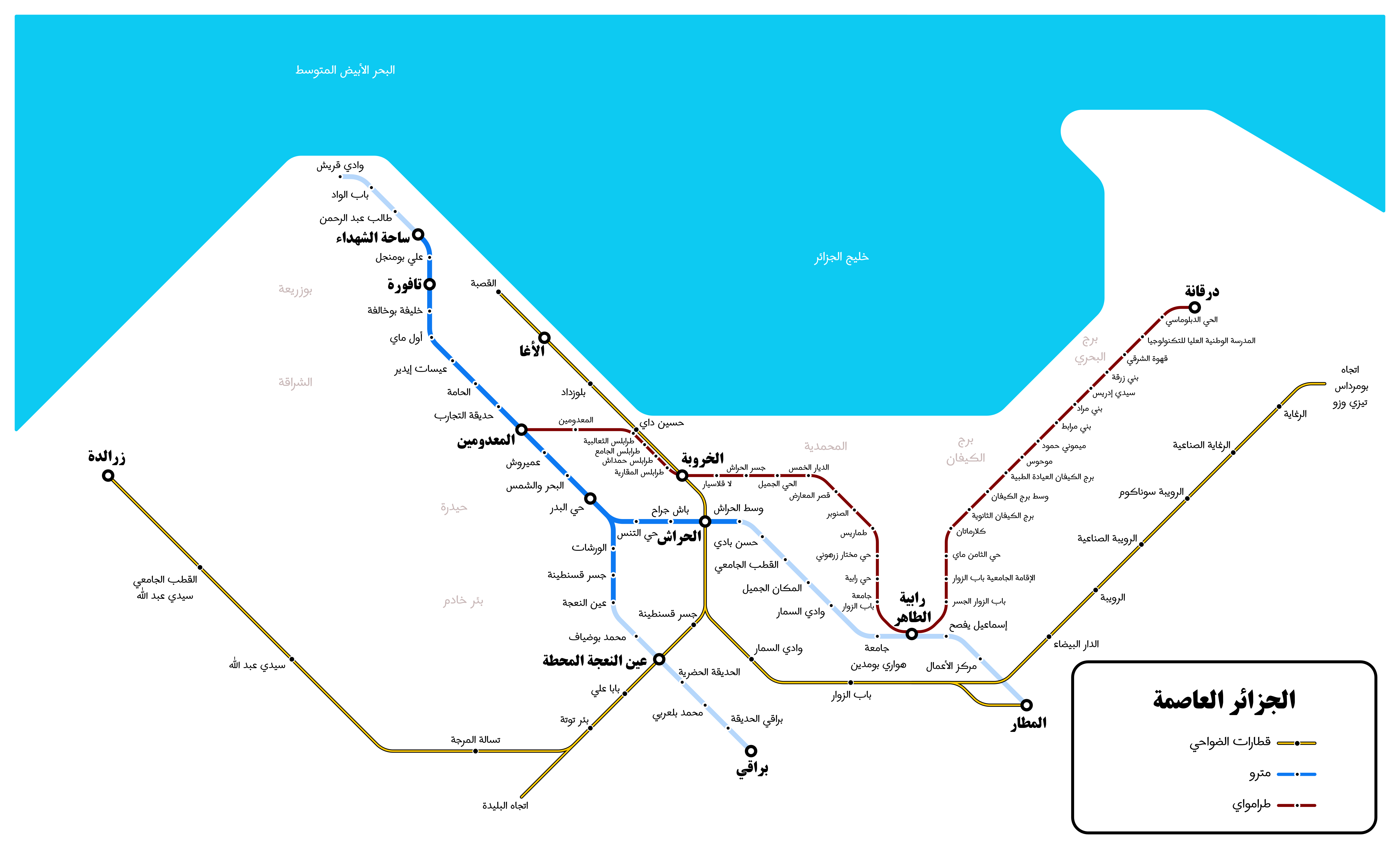
مخطط مترو الجزائر والترامواي وقطار الضواحي

ترامواي الجزائر هو قطار المدينة وأحد شبكات النقل العصرية التي تخدم مدينة الجزائر العاصمة وضواحيها، تّشغله شركة تسيير خطوط الترامواي (SETRAM). يبلغ طوله حاليا 23.2 كم بـ38 محطة ويربط بين حي درقانة ببلدية برج الكيفان في الضاحية الشرقية وحي المعدومين ببلدية حسين داي.
يعود تاريخ ترامواي الجزائر إلى عهد الاستعمار الفرنسي وبالضبط سنة 1898 أين كان يوجد خط يربط بلدية باب الواد حتى بلدية الحراش مرورا بكل من باب عزون وبلوزداد وبقي قائما حتى الإستقلال وتم نزع سكته لقدمه وصدء قطاراته.
وبعد الاستقلال فهو يعود إلى سنة 2006 أين تم إعطاء الصفقة من طرف مؤسسة مترو الجزائر إلى مجمع الجزائري-إيطالي-فرنسي ميديترال الدولي (أ تي أر أش بي حداد - توديني - ألستوم) لبناء الخط الأول بمسافة 23.2 كم وبدأت الأشغال سنة 2006 وانتهى أشغال الشطر الأول والثاني سنة 2011. أجريت أول تجربة تقنية سوم 15 ماي 2010 على مسافة 2 كم.
تم تدشينه رسميا يوم 8 ماي 2011 من قبل وزير النقل الجزائري السابق عمار تو، وتم وضعه في الخدمة العمومية في نفس اليوم. وتعتبر مدينة الجزائر العاصمة هي أول مدينة تحظى بنظام الترامواي الحديث في الجزائر منذ الاستقلال.
يعتبر ترامواي الجزائر مكملا لشبكات النقل الأخرى في مدينة الجزائر العاصمة وضواحيها: القطار الكهربائي للضواحي، المترو، شبكة الحافلات، شبكة سيارات الأجرة، المصاعد الهوائية.

## التاريخ
في الماضي، كانت مدينة الجزائر العاصمة تمتلك شبكات عدة للترامواي في عهد الإستعمارالفرنسي.
أول شبكة ظهرت سنة 1898 مسيّرة من طرف مؤسسة الترامواي الجزائرية، وهي شركة تابعة للمجمع الفرنسي طومسون-هيوستن (في الحاضر اسمها ألستوم) وهو يمتد من شارع باب الواد إلى الحراش، ومرورا بباب عزون وبلوزداد، وما إلى ذلك.ولكنه سرعان ماتم نزعه من السكة بعد قدمه وصدء قاطراته.

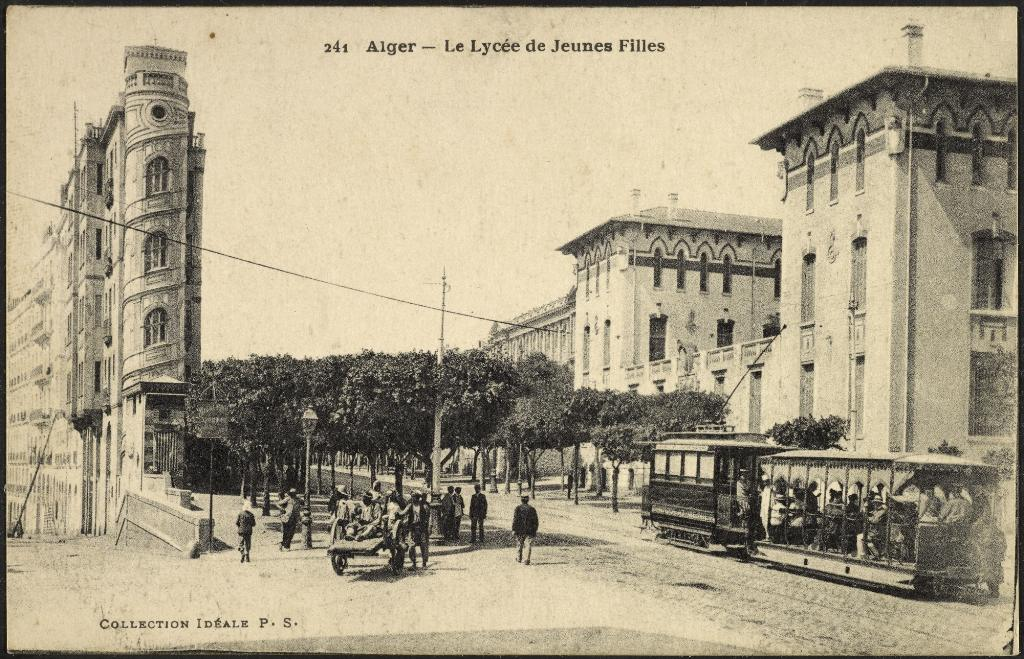
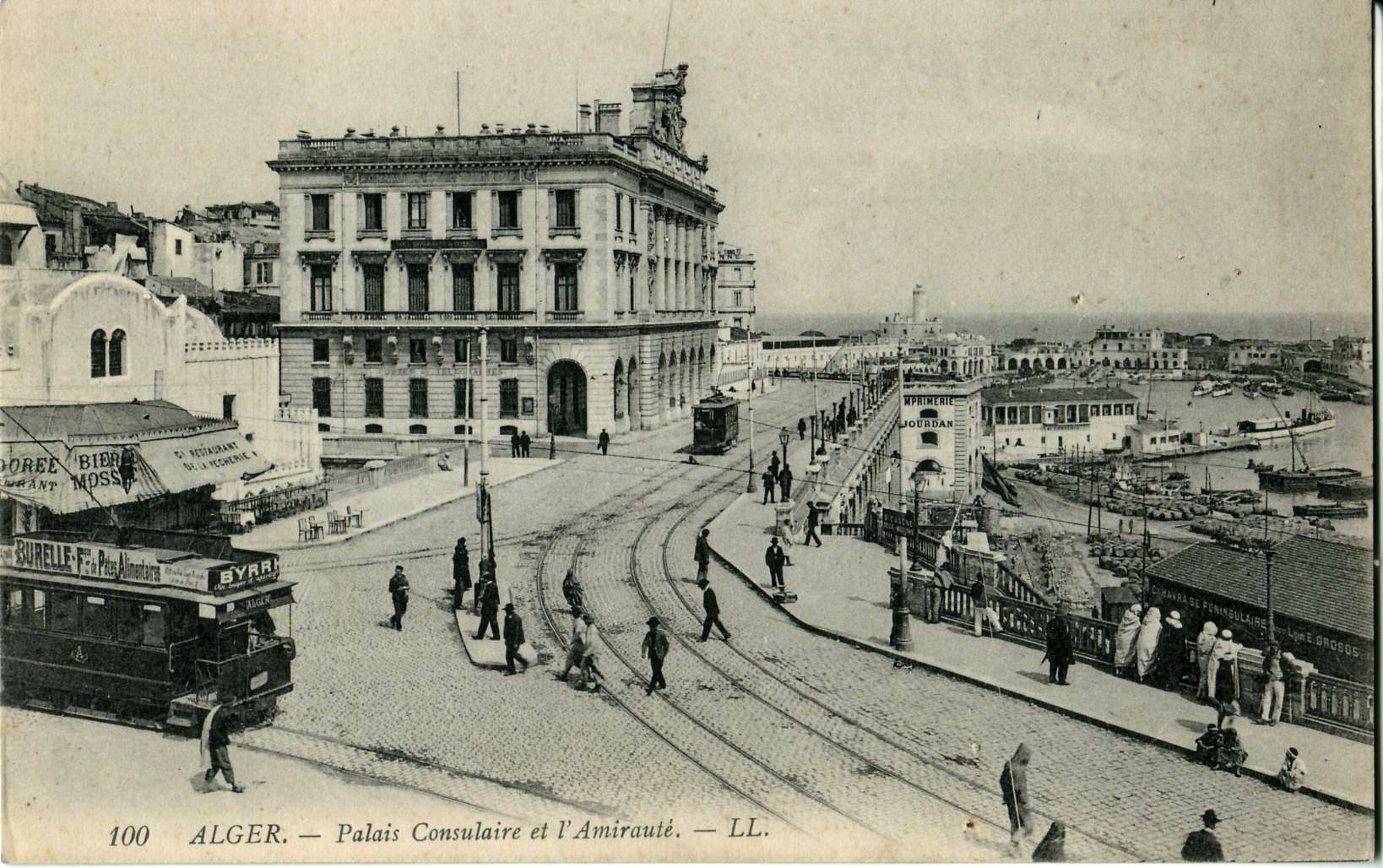
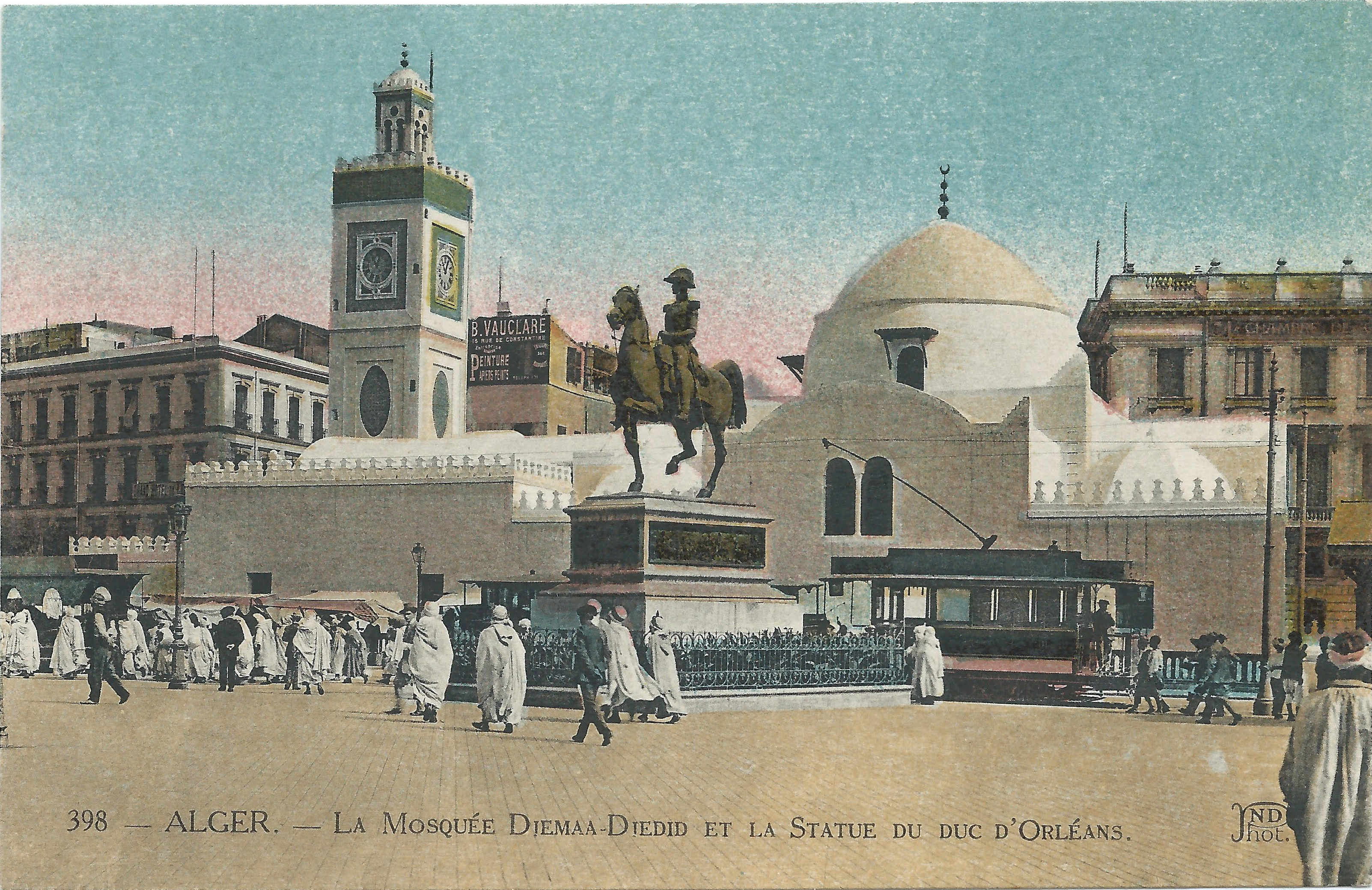

### المشروع الحالي (2006-2015)

#### سنة 2006
تم إطلاق مناقصة مشروع بناء ترامواي الجزائر من طرف وزارة النقل الجزائرية بإشراف مؤسسة مترو الجزائر وبحضور كل من شركتي سيسترا والهيئة المستقلة للنقل الباريسي كمراقبين. وفاز بها مجمع ميديترال الدولي التي تضم كل من مؤسسة أ تي أر أش بي حداد (الجزائر)، توديني (إيطاليا)، ألستوم (فرنسا) على حساب المجمع الذي تقوده شركة سيمنز ألمانيا، وتم توقيع العقد بين مؤسسة مترو الجزائر ومجمع ميديترال يوم 29 جوان 2006 بتكلفة بلغت 35 مليار دج والتي تعادل 356 مليون أورو لمدة 36 شهرا (سنة 2009).
وتم ابرام العقد الذي ينص على أن تتولى شركة ألستوم بتوريد عربات الترامواي والسكك الحديدية ونظام الإمداد بالكهرباء وأنظمة الجر ونظام الإشارات وومعدات المراقبة وتعتبر الجزء الأكبر من العقد. وأما مؤسستي توديني الإيطالية وأي تي أر أش بي حداد الجزائرية بأعمال البناء والهندسة المدنية (الأشغال العامة).

#### سنة 2007

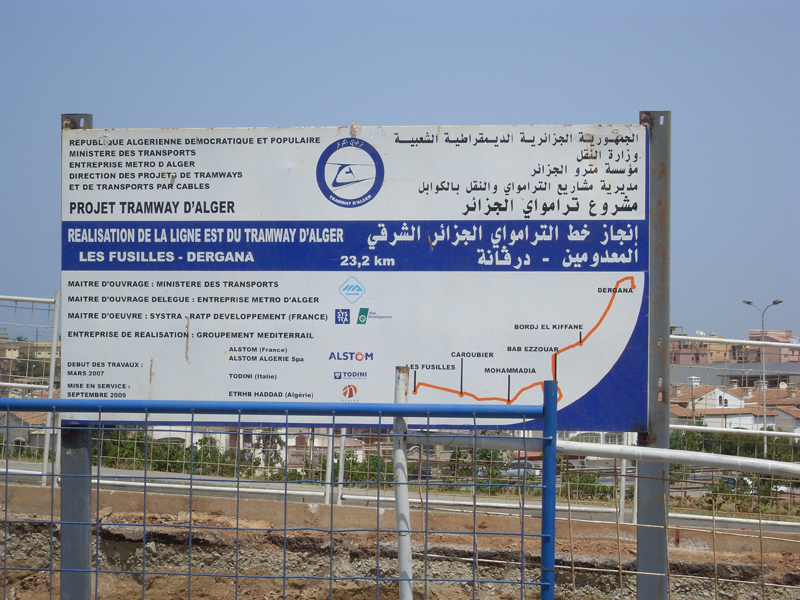
واجهة مشروع ترامواي الجزائر.

بدأ العمل منذ سنة 2007 من طرف مؤسسة توديني الإيطالية ومؤسسة أ تي أر أش بي حداد الجزائرية بالنسبة لجزء الهندسة المدنية، ولكنه تعرض لعراقيل عديدة أهمها مرور خط الترامواي بعديد من الأحياء السكنية. وتطلب عملية الهدم والتعويض عن كل منزل أو قطعة عقار الكثير من الوقت بسبب اعتماد وزارة المالية على أسعار شبه رمزية في التعويض مقارنة بسعر العقار في السوق وهو ما جعل المواطنين يرفضون التنازل عن عقاراتهم. وتم نزع ملكية وهدم 138 منزل و 180 محل تجاري وتعويضهم بمبالغ مالية قدرت بـ1.5 مليار دج لخطة التعويض. والسبب الثاني هو تداخله بشبكات الصرف الصحي والهاتف الثابت وغيرها من شبكات القاعدة التحتية لمدينة الجزائر العاصمة. مما أدى لتأجيل إقرار موعد التسليم الرسمي لترمواي الجزائر مرتين وذلك حتى سنة 2011 وفقا للمخطط التوجيهي الجديد الذي أقرته شركة ألستوم بتسهيلات من وزارة النقل الجزائرية.

#### سنة 2008
واصلت أشغال الهندسة المدنية وذلك على مستوى محوريين أساسيين هما إنجاز مستودع العربات ببرج الكيفان حيث يعتبر هذا المستودع بمثابة المنشأة الرئيسية التي يرتكز عليها كل المشروع على اعتبار أنها المقر الذي سيأوي قطارات الترامواي المقرر استلامها في مارس 2009 و7 منشآت فنية، تضم جسور وجدران الدعم بكل من الحراش والصنوبر البحري وحي الموز وباب الزوار وبرج الكيفان ووادي الحميز وشارع طرابلس بـحسين داي. وأشغال وضع السكة الحديدية حيث تم إستكمال تهيئة نحو 5000 متر من المسلك لا سيما على مستوى الشطر الأول الذي يربط برج الكيفان بحي الموز، والمقرر إنهاؤه في أوت 2009 
فازت شركة كيوليس (Keolis) الفرنسية التي تعد فرعا للجمعية الوطنية الفرنسية للسكك الحديدية (SNCF)، وأحد أهم مؤسسات النقل الحضري في فرنسا بالعقد الخاص بتسيير ترامواي الجزائر لمدة عشر سنوات بمبلغ قدر بـ4.5 مليار دج أي ما يعادل 50 مليون يورو أمام منافسين فرنسيين آخرين هما «أر أ تي بي» و«ترانسديف».

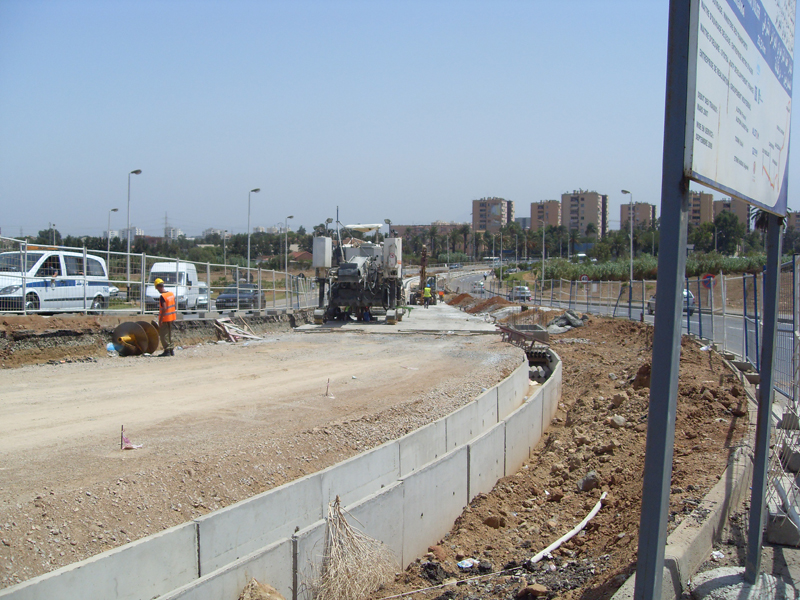
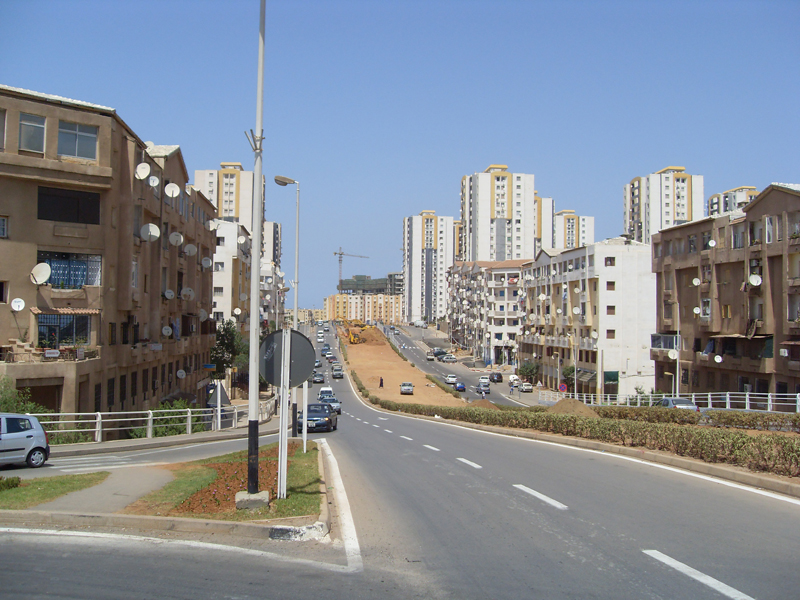
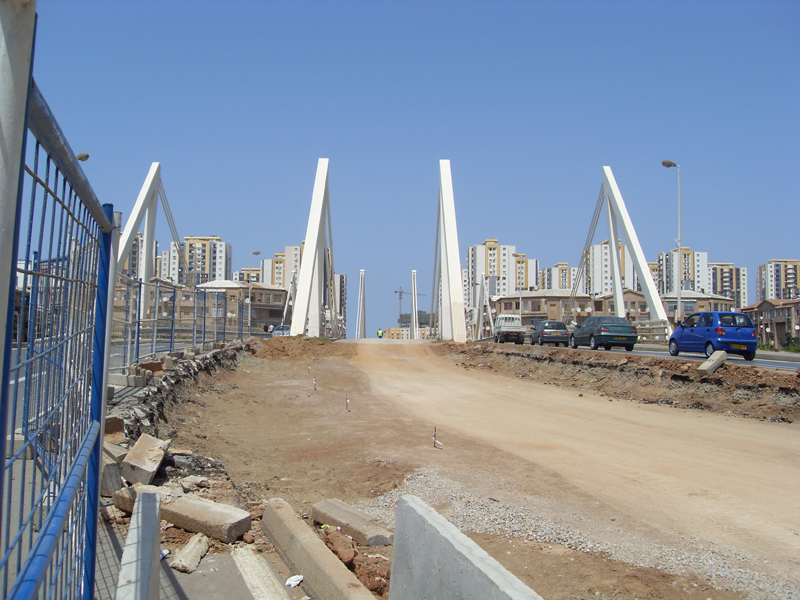

#### سنة 2009

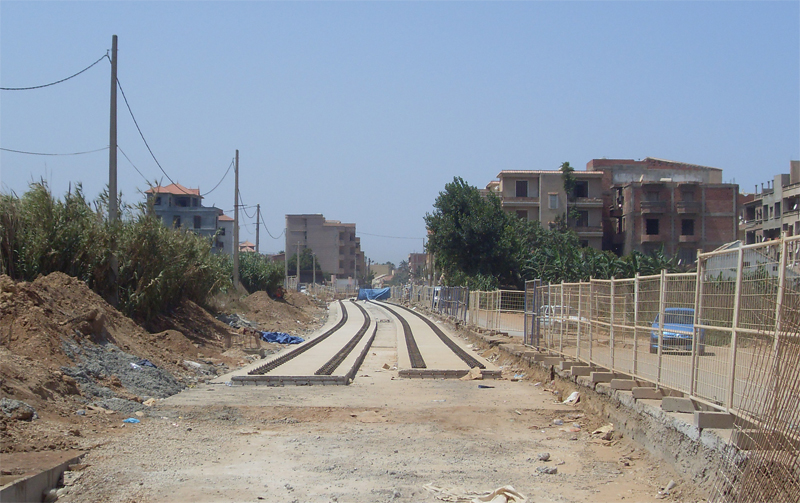
أشغال وضع السكة الحديدية للمشروع في منطقة برج الكيفان بالضاحية الشرقية.

وصل ظهر يوم الأربعاء 18 مارس 2009 القطار الأول بثلاثة عربات بسعة إجمالية تقدر بـ400 مسافر من الدفعة البالغ عددها 41 عربة والتي سيتواصل نقلها عبر مراحل إلى غاية أفريل 2010 من قبل شركة «قوفاست» من ميناء مرسيليا إلى ميناء الجزائر العاصمة وفق عقد شركة ألستوم. وتم نقلها بعد ذلك إلى مستودع العربات الذي بني خصيصا لإيواء عربات ترامواي الجزائر بـبرج الكيفان في انتظار تجريبها الصيف المقبل من طرف الشركة الفرنسية «الستوم» المكلفة بالمشروع.
تعرض ترامواي العاصمة لأزمة حقيقية جديدة تضاف لأزماته المتكررة وذلك بخصوص الشركة التي ستتكفل بتسييره بعد انسحاب المجمع الفرنسي كيوليس دون تقديم أسباب وجيهة لتبرير رحيله والذي انتقي في وقت سابق لإدارة وتسيير هذا المرفق الذي سينطلق في الخدمة خلال أقل من سنة بعد أن يتم تسليمه كاملا. وبعد حدوث المشكلة أكدت مؤسسة ميترو الجزائر بصدد بحث بديل آخر يتمثل في إعلان مناقصة جديدة لاختيار متعامل أجنبي خبير يشرف على استغلال رخصة تسيير ترامواي العاصمة.
أما بالنسبة للأشغال العامة فقد تم ربط في سنة 2009 حوالي 10 كم من السكك الحديدية في عديد النواحي من بين الـ52 كم المرتقبة، وأكد وزير النقل الجزائري عمار تو في زيارة التي قادته لورشات الترامواي أن النسبة الإجمالية للمشروع وصلت 37% في حين أن نسبة تقدم أشغال الشطر الرابط بين شارع المعدومين وحي الموز (باب الزوار) وصلت إلى 62 بالمائة.

#### سنة 2010
يوم 15 ماي 2010، تم إجراء أول تجربة تقنية للترامواي بالعاصمة الجزائرية على مستوى الشطر الخاص ببرج الكيفان على طول 2 كم تقريبا بحضور وزير النقل الزائري عمار تو والمواطنين الذي اكتشفوا لأول مرة القاطرات التي دهنت باللونين الأزرق والأبيض، واستنادا إلى الشروحات التي قدمها ممثلو مجمع ميديتيراي المشرفين على إنجاز هذا المشروع فإن الهدف من هذه التجارب هو تجريب العتاد والعربات وسلك التيار الكهربائي والسكة. كما خصت التجارب نجاعة عملية الجر والكبح والسرعة.
يوم 13 نوفمبر 2010 تم التوقيع بين المؤسستين الاقتصاديتين العموميتين فيروفيال ومؤسسة مترو الجزائر والشركة الفرنسية ألستوم على اتفاقية شراكة تقضي بإنشاء شركة مختلطة ذات أسهم خاضعة للقانون الجزائري لتركيب وصيانة عربات الترامواي صنف سيتاديس. وتهدف هذه الاتفاقية إلى المساهمة في تطوير المخطط الوطني للنقل وهي موجهة للتكفل بالحاجيات الوطنية فيما يخص الترامواي وهي الحاجيات التي يفرضها الطلب المتزايد لسوق النقل الداخلية، فبالإضافة إلى مشاريع الترامواي بمدن الجزائر العاصمة، وهران، قسنطينة الموجودة قيد الإنجاز فقد تم تحديد 14 مدينة أخرى في إطار المخطط الخماسي 2010-2014 منها ست مدن توجد مشاريعها حاليا على طاولة الدراسة مثل عنابة، باتنة، سطيف، ورقلة، سيدي بلعباس، مستغانم، إلى جانب ثماني مدن أخرى سيتم الانطلاق في إعداد دراستها قريبا مثل تلمسان، بسكرة، الجلفة، سكيكدة، بجاية، البليدة، تبسة، بشار.
كما تهدف هذه الاتفاقية أيضا إلى تطوير نسيج المؤسسات الصغيرة والمتوسطة الجزائرية وتطوير اندماج الممتلكات والخدمات المحلية في المسار الصناعي للتركيب. ودمج شركة ألستوم الفرنسية لطاقات الشركة المختلطة في فضاءها الصناعي والتجاري، بالإضافة إلى الإنشاء المتدرج لمناصب الشغل وتطوير مستوى الكفاءات من خلال برنامج تكويني ملائم، علاوة على المساهمة في الربح في تكلفة عربات الترامواي وصيانتها من خلال التقليل من فاتورة استيراد عربات مركبة في الخارج.

#### سنة 2011

##### تدشين الشطر الأول

ترامواي الجزائر متوقف في محطة طماريس.

يوم 8 ماي 2011، تم تدشين الشطر الأول من ترامواي الجزائر من طرف وزير النقل عمار تو وهذا بحضور أعضاء من الحكومة ومسؤولين سامين على رأسهم وزير التجارة مصطفى بن بادة والوزيرة المنتدبة المكلفة بالبحث العلمي سعاد بن جاب الله، بالإضافة إلى المواطنين والذين رغبوا في رؤية وسيلة النقل الجديدة بعد غياب دام أكثر من نصف قرن والتي ستخفف من الضغط على شبكة النقل لمدينة الجزائر العاصمة.
تم الاتفاق بين مؤسسة مترو الجزائر والمديرية للأمن الوطني لحماية مسار الترامواي والمواطنين وكذا أصحاب السيارات، بحيث سترافق دوريات الأمن الوطني وعلى مدار الساعة مسار الجزء الأول من خط الترامواي لمدة لا تقل عن السنة يتم من خلالها تحسيس ومراقبة المواطنين وكذا أصحاب السيارات تفاديا لوقوع أية حوادث وذلك إلى غاية التأقلم التام معه.
بعد مرور 5 أشهر من انطلاق ترامواي الجزائر، كشف المدير العام لـمؤسسة مترو الجزائر واعمر حدبي أن عدد ركاب ترامواي الجزائر في شطره الأول الرابط بين برج الكيفان وحي الموز بالمحمدية بلغ 20 ألف راكب يوميا معتبرا أن هذا الرقم فاق جميع التوقعات. وإن المؤسسة كانت تطمح لبلوغ عدد ركاب يقارب 15 ألف يوميا لكن العدد فاق 20 ألف راكب كمعدل يومي بعد خمسة أشهر من إطلاق الخط. وعبر المدير العام عن ارتياحه للنجاح التام الذي عرفه تشغيل الخط لحد الآن مثنيا على السلوك المثالي للراكبين الذي يمنح شعورا بالثقة لنجاح بدء تشغيل مترو الجزائر المنتظر تدشينه في نوفمبر 2011 بمناسبة ذكرى اندلاع الثورة الجزائرية.

#### سنة 2012
انطلق يوم 5 مارس 2012 التشغيل التجريبي لشطر الترامواي الثاني الرابط بين حي زرهوني مختار بالمحمدية إلى غاية شارع المعدومين بـحسين داي، مرورا بالطريق الوطني رقم 24 على مستوى المعرض الدولي والديار الخمس، ثم لافيجري والخروبة وشارع طرابلس بـحسين داي بحضور كل من وزير النقل عمار تو رفقة السلطات الولائية والمحلية. وتبلغ مسافة الشطر الثاني 9.1 كم بين حي مختار زرهوني وحي المعدومين (العناصر) وتضمن 26 قاطرة ترامواي نقل 60 ألف مسافر يوميا عبر 16 محطة. وقد استغرق إنجاز هذا الشطر مدة طويلة عانى خلالها مستعملي ذلك الطريق جراء الازدحام الذي كانت تسببه الأشغال.
احتجت مؤسسة النقل الحضري للعاصمة (ETUSA) لوزارة النقل، بسبب ما اعتبرته شركة «إيتوزا» تدخلا من مترو الجزائر في تسيير الترامواي، فضلا عن منحها 21 % فقط من أسهم مؤسسة تسيير خطوط الترامواي (Setram)، بينما منحت مؤسسة مترو الجزائر 30%، رغم انه لا علاقة لها بخط الترامواي، وهددت بإضراب مفتوح يوقف حركة النقل في العاصمة في ذكرى الخمسين للاستقلال.
بعد الإنهاء من الأشغال الهندسية والمدنية، أعلن وزير النقل إطلاق التشغيل غير التجاري أو «التشغيل التجريبي» لعربات ترامواي العاصمة عبر شطر المعدومين-حي باب الزوار اعتبارا من 6 مارس 2012، للتأكد من الأنظمة.
تدشين الشطر الثاني

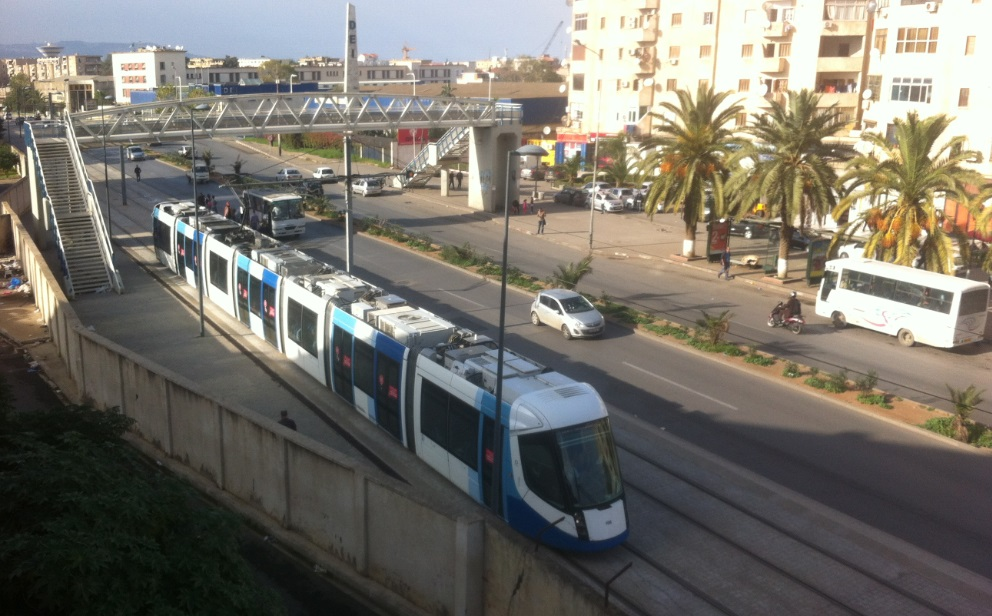
ترامواي الجزائر بشارع بكري بوقرة

دخل يوم 15 جوان 2012، الشطر الثاني من خط الترامواي استغلاله التجاري الذي يربط شارع المعدومين في الرويسو ببرج الكيفان شرق العاصمة، على مسافة 16 كلم بـ28 محطة، مرورا بحي زرهوني مختار، ليسهل بذلك تنقل ما يقارب الـ80 ألف مسافر يوميا كما أنه يمتاز بارتباطه مع عدة وسائل نقل أخرى كـالمترو والتليفريك في محطة متعددة الأقطاب المعدومين وكذلك مع القطار ومحطات الحافلات بمحطة متعددة الأقطاب الخروبة.
سمحت مؤسسة مترو الجزائر بمجانية التنقل بـالمترو والترامواي والمصعد الهوائي والحافلات أيام 4 و5 و6 جويلية من الساعة السابعة مساء إلى غاية الواحدة والنصف صباحا حتى يتسنى لعدد كبير من الجزائريين المشاركة في الاحتفالات المنظمة بمناسبة العيد الوطني ال50 للاستقلال.

#### سنة 2014 و2015
تدشين الشطر الثالث والرابع
في 22 أبريل 2014، تم افتتاح شطر ثالث جديد يربط بين بلدية برج الكيفان إلى حي قهوة شرقي على مسافة 4.2 كم إضافية و5 محطات، ليتعدى بذلك الخط الإجمالي للوسيلة الحضارية 20 كم و32 محطة.
كما تم تدشين الشطر الرابع المتبقي من الخط 1 للترامواي يوم 13 جويلية 2015، الذي يربط بين حي قهوة شرقي وحي درقانة 2.7 كم إضافية و3 محطات يسمح بنقل 100.000 مسافر يومي على طول الخط 1.
هذا الامتداد يخدم الأحياء ذات الكثافة السكانية خاصة منها بن مرابط، سيدي دريس، فايزي، قهوة شرقي ودرغانة. تعطل إنهاء إنجازه بسبب مروره على عدة أراضي وقف كذا شبكات الكهرباء والغاز والماء والصرف الصحي زادت من حدة الصعوبات مما ترتب عن القيام بإجراءات نزع الملكية وتعويض أصحاب الأراضي.

## الشبكة الحالية

### الخطوط
يوجد خط وحيد للترامواي مفعل في مدينة الجزائر العاصمة يربط بين محطة متعددة الأقطاب بحي المعدومين ببلدية حسين داي حتى محطة درقانة ببلدية برج الكيفان وهو يمر على 6 بلديات هي حسين داي والحراش والمحمدية وباب الزوار وبرج الكيفان وبرج البحري. ويمتلك الترامواي مستودعا لإيواء العربات وصيانتها يتواجد ببلدية برج الكيفان تبلغ مساحته 42.000 م²، و5 أقطاب للتبادل من بينها محطة «المعدومين» متعددة الأقطاب (مترو، ترامواي، مصعد هوائي، حافلات، سيارات الأجرة).
| الخط | المسار                | تحديد الخدمة | الطول (كم) | عدد المحطات | القاطرة     | عدد القاطرات |
| ---- | --------------------- | ------------ | ---------- | ----------- | ----------- | ------------ |
| 1    | حي المعدومين ↔ درقانة | 2011         | 23٫2       | 38          | سيتاديس 402 | 41           |

#### الخط 1 (الضاحية الشرقية)
الخط 1 للترامواي تسيّره شركة استغلال الترامواي (Setram) يربط بين حي المعدومين ببلدية حسين داي ودرقانة ببلدية برج البحري في الضاحية الشرقية لمدينة الجزائر العاصمة بمسافة 23.2 كم وبـ38 محطة ويضم 8 أقطاب تبادل (مترو، الحافلات، سيارات الأجرة، القطار، المصاعد الهوائية) ويضمن نقل 50 مليون مسافر سنويا بمعدل 185 ألف مسافر يوميا.
تم تشغيله سنة 2011 بعد غياب دام 50 سنة، وذلك بعد تدشين شطره الأول البالغ طوله 7.2 كم الرابط بين برج الكيفان وحي الموز بالمحمدية والذي يشمل 13 محطة بطريق مزدوج مزود بـ12 قاطرة تقل يوميا ما بين 10.000 و20.000 شخص.
تدعم الخط 1 بالشطر الثاني لترامواي الجزائر على مسافة 9.1 كم بين حي مختار زرهوني وحي المعدومين (الرويسو) والذي يشمل 16 محطة مزود بـ26 قاطرة بقدرة نقل 60 ألف مسافر يوميا ، حيث تم تشغيله يوم 15 جوان 2012.
تدعم الخط 1 بجزء من الشطر الثالث لترامواي الجزائر على مسافة 4 كم بين محطة ميموني حمود والمحطة المتواجدة بقهوة شرقي الذي يشمل 4 محطات. وفي الأخير تم سنة 2015 استكمال الشطر الرابع والأخير إلى غاية حي درقانة على مسافة 2.7 كم.

#### المحطات
يتم سرد المحطات من الضاحية الغربية إلى الضاحية الشرقية:
|  |   |  | المحطات                      | البلديات    | شبكات ذات صلة                             |  |
|  | - |  | ---------------------------- | ----------- | ----------------------------------------- |  |
|  | ● |  | الرويسو                      | حسين داي    | (المعدومين)                               |  |
|  | ● |  | المعدومين                    | حسين داي    |                                           |  |
|  | ● |  | طرابلس-الثعالبية             | حسين داي    | (حسين داي)                                |  |
|  | ● |  | طرابلس-المسجد                | حسين داي    |                                           |  |
|  | ● |  | طرابلس-حمداش                 | حسين داي    |                                           |  |
|  | ● |  | طرابلس-المقرية               | حسين داي    |                                           |  |
|  | ● |  | الخروبة                      | حسين داي    | (الخروبة)                                 |  |
|  | ● |  | لا قلاسيار                   | الحراش      |                                           |  |
|  | ● |  | جسر الحراش                   | الحراش      |                                           |  |
|  | ● |  | الحي الجميل                  | الحراش      |                                           |  |
|  | ● |  | بكري بوقرة                   | الحراش      |                                           |  |
|  | ● |  | الديار الخمس                 | الحراش      |                                           |  |
|  | ● |  | قصر المعارض                  | المحمدية    |                                           |  |
|  | ● |  | الصنوبر                      | المحمدية    |                                           |  |
|  | ● |  | طماريس                       | المحمدية    | مؤسسة النقل الحضري وشبه الحضري في الجزائر |  |
|  | ● |  | حي مختار زرهوني              | المحمدية    |                                           |  |
|  | ● |  | حي رابية                     | باب الزوار  |                                           |  |
|  | ● |  | جامعة باب الزوار             | باب الزوار  |                                           |  |
|  | ● |  | حي 5 جويلية                  | باب الزوار  |                                           |  |
|  | ● |  | باب الزوار - الجسر           | باب الزوار  |                                           |  |
|  | ● |  | الحي الجامعي - ح ج ب 1       | باب الزوار  |                                           |  |
|  | ● |  | حي 8 ماي 1945                | باب الزوار  |                                           |  |
|  | ● |  | كلارماتان                    | برج الكيفان |                                           |  |
|  | ● |  | برج الكيفان - الثانوية       | برج الكيفان |                                           |  |
|  | ● |  | برج الكيفان - وسط            | برج الكيفان |                                           |  |
|  | ● |  | برج الكيفان - العيادة الطبية | برج الكيفان |                                           |  |
|  | ● |  | موحوس                        | برج الكيفان |                                           |  |
|  | ● |  | ميموني حمود                  | برج الكيفان |                                           |  |
|  | ● |  | بني مرابط                    | برج الكيفان |                                           |  |
|  | ● |  | بني مراد                     | برج الكيفان |                                           |  |
|  | ● |  | بني زرقة                     | برج الكيفان |                                           |  |
|  | ● |  | قهوة شرقي                    | برج الكيفان |                                           |  |
|  | ● |  | جامعة درقانة                 | برج البحري  |                                           |  |
|  | ● |  | حي درقانة                    | برج البحري  |                                           |  |
|  | ● |  | درقانة وسط                   | برج البحري  |                                           |  |

#### الخط 2 (الضاحية الغربية)
الخط 2 هو عبارة عن تمديد الخط 1 نحو مناطق جنوب العاصمة مرورا بـبئر مراد رايس وسيمر عبر العاشور نحو الدرارية ليلتقي بالـمترو وبعدها نحو الشراقة على مسافة تتراوح 40 كيلومترا.

## الإستغلال
ترامواي الجزائر يشتغل طيلة الأسبوع (7أيام/7)، من الساعة 5:00 صباحا حتى 11:00 مساء، بمرور ترامواي كل 6 دقائق خلال ساعات الذروة (7:00 حتى 20:00)، بينما تتجاوز مدة الانتظار خلال ساعات خارج الذروة 12 دقيقة.
السرعة التجارية المتوقعة في نهاية المطاف هي 18 كم/سا، بعد بعد فترة انتقالية مدتها ثمانية عشر شهرا تراوحت بين 15 و20 كم/سا. وتعطي لافتات الطرق عند مفترق طرق الأولوية للترامواي، مما يشجع على تقدمها (وهو علاوة على ذلك رادع لسائقي السيارات، وهو خيار كان واضحا منذ بداية المشروع).
أول انطلاق من حي العناصر على الساعة 05ساو30د، أما من درقانة على الساعة 05ساو30د. آخر قاطرة تغادر محطة العناصر على الساعة 23ساو15د وأخر قاطرة تغادر محطة درقانة على الساعة 22ساو00د. بينما يؤخر عمله إلى غاية 1 صباحا، بداية من دخول موسم الاصطياف وفترة الأعياد وطيلة أيام شهر رمضان الفضيل.
كانت مؤسسة النقل الحضري والشبه الحضري لمدينة الجزائر المسيّرة للترامواي، التي اختيرت من طرف وزارة النقل الجزائرية للحلول مكان شركة كيوليس الفرنسية التي انسحبت دون تحديد الأسباب.
24 ماي 2012، أعلنت مجموعة الهيئة المستقلة للنقل الباريسي (RATP) أنها حصلت على عقد تشغيل وصيانة جميع مشاريع الترام في الجزائر، بما في ذلك ترامواي الجزائر، من خلال مشروع مشترك يديرها فرع الشركة أر أ تي بي ديف (RATP Dev)، حيث تم إطلاق شركة تسيير خطوط الترامواي (سيترام) بحيث يساهم الشريك الفرنسي بنسبة 49٪، أما الـ51 بالمائة المتبقية فتوزع بين مؤسسة النقل الحضري والشبه الحضري لمدينة الجزائر بنسبة 36 %، ومؤسسة مترو الجزائر بنسبة 15 %.
بداية من 1 أكتوبر 2012، التحالف المشترك هو المسؤول عن الإستغلال وصيانة شبكات الترامواي في الجزائر، ولكن لا يتضمن صيانة شبكة الترامواي في الجزائر العاصمة لأنه يتم من طرف شركة ألستوم الفرنسية لمدة 10 سنوات.

### قاطرات الترامواي
- العدد الإجمالي: 41 ترامواي.

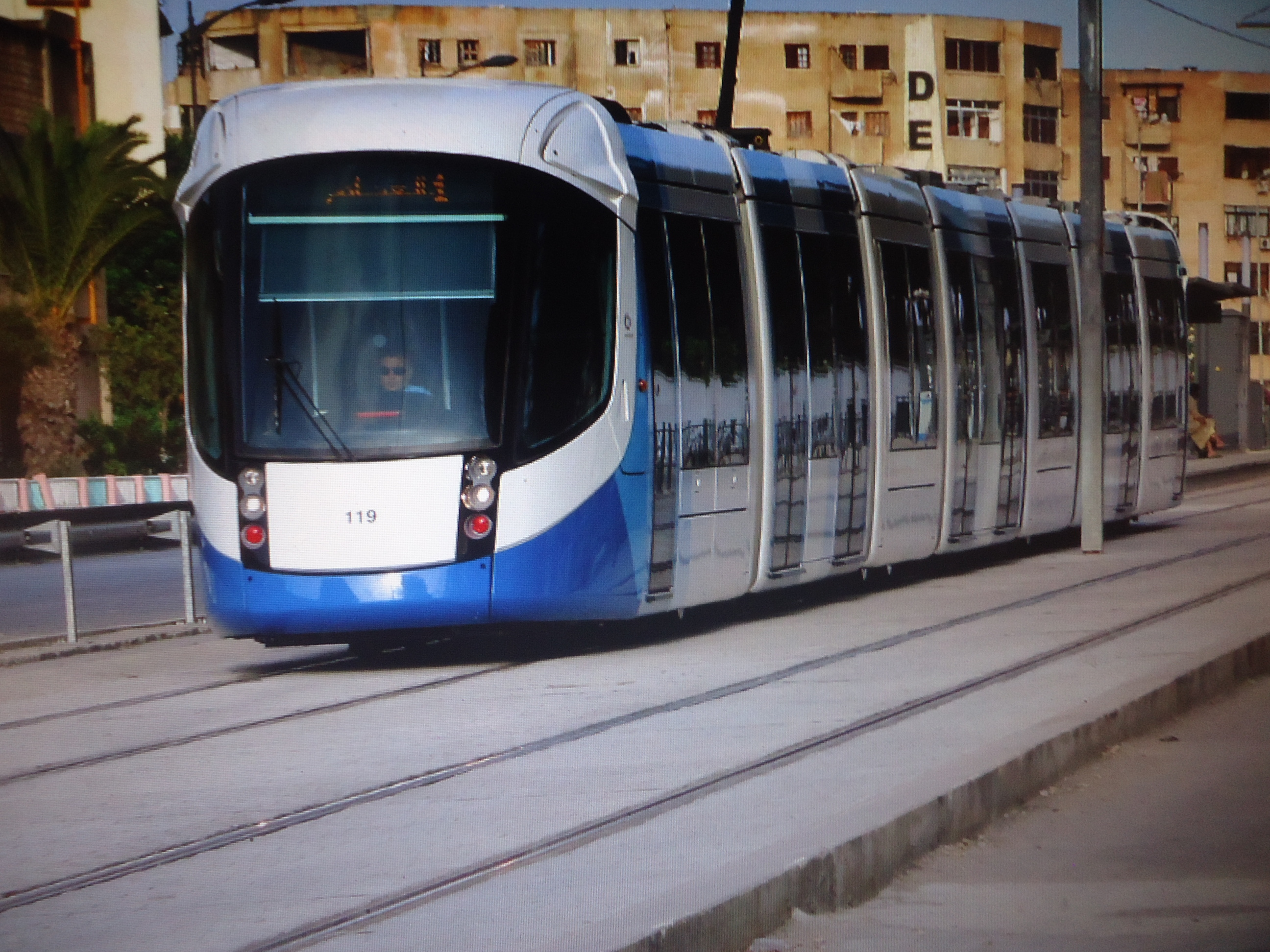
قاطرة ترامواي من نوع سيتاديس 302 منطلق في الخط 1.

- العدد الإجمالي في الخدمة: 41 ترامواي.
- الخطوط المعنية:

| الخط | الشطر        | مدة البناء | عدد القاطرات | الترقيم     | ملاحظات                                                 |
| ---- | ------------ | ---------- | ------------ | ----------- | ------------------------------------------------------- |
| 1    | الشطر الأول  | 2010-2007  | 12           | 101 حتى 112 |                                                         |
| 1    | الشطر الثاني | 2011-2007  | 28           | 112 حتى 128 | ارتفع عدد القاطرات إلى 28 قاطرة بعد تدشين الشطر الثاني. |
| 1    | الشطر الثالث | 2015-2012  | 41           | 128 حتى 141 | اكتمال كل الخط ودخوله الخدمة.                           |

- الوصف :

المعدات المختارة لتجهيز الخط هي سيتاديس 402 من ألستوم. ولها خصائص وجود أرضية منخفضة متكاملة مما يجعلها في متناول الأشخاص من ذوي الاحتياجات الخاصة، وتوفر للركاب أقصى ظروف الراحة (المكيفات وزجاج معتم والإضائة ونظام معلومات الركاب باللغتين العربية والفرنسية ونظام المراقبة بالفيديو). يقدر طوله بـ43.7 م وعرض 2.65 م وتتألف من سبع وحدات وثنائية الاتجاه، عدد المقاعد هو 79 بطاقة إجمالية من 304 راكب وقد تصل حتى إلى 400 راكب في أوقات الذروة. الأجهزة الدافعة قادرة على دفع قطرات الترامواي بسرعة قصوى تقدر بـ70 كم/سا. يتم إنتاج القوة الدافعة للترامواي من طرف 6 محركات متزامنة الإنتاج بـ120 كيلوواط المزود بـ750 فولت من قبل السلسال عبر أداة المنساخ.
سنة 2007، تم عقد اتفاق بين مؤسسة مترو الجزائر وشركة ألستوم الفرنسية بشأن توريد 41 ترامواي من صنف سيتاديس 402 الحديثة لتثبيتها في شوارع بـالجزائر العاصمة، تم تصنيعها في مصانع كريوسوت (عربات)، وتارب (معدات الجر الكهربائية والإلكترونية)، فيلوربان (الإلكترونيات)، أورنانس (محركات) وتجمعيها في مصنع أيتري بمدينة لاروشيل الفرنسية بالساحل الغربي لـفرنسا. وتم جلب أول قاطرة سنة 2009 على متن سفينة تابعة لمؤسسة «قوفاست للنقل» أحد فروع شركة «قوفاست» الدولية.
قامت وكالة أر سي بي العالمية (RCP Design Global) شريك مؤسسة ألستوم في مشاريع الترامواي في الجزائر، بتصميم الديكور الداخلي ونوع القماش المخصص للمقاعد وكذلك للغطاء الخارجي الذي يتميز باللون الأبيض والأزرق.

### الورشة (المستودع)
يوجد مستودع للترامواي لمدينة الجزائر العاصمة بـبلدية برج الكيفان بالقرب من مسار السكة الخاصة بالخط الأول للترامواي. تبلغ مساحته 42.000 م²، ويتكون من المقرات التالية:
- مقر ترامواي الجزائر.
- المباني الإدارية.
- وحدة التحكم والمتابعة عن بعدالمركزية.
- منطقة تغسيل عربات الترامواي.
- منطقة إصلاح وصيانة العربات.
- مرأب للعربات خارج الخدمة.
- موقف السيارات.

### التسعير والتمويل
التسعير
25 مايو 2013، تم الإنهاء على نظام المناطق وتوحيد سعر التذاكر على طول الخط بقيمة 40 دينار، مما يمثل انخفاضا معتبرا لمستعملي الخط كاملا في نظام المناطق السابق. تذكرة 5 أيام مصادق عليها عند الشراء صالحة لمدة 5 أيام لعدد رحلات غير محدودة بسعر 320 دج. في السابق، تراوحت التعريفات بين 20 و50 دينارا للتذكرة الواحدة على أساس ثلاث مناطق، مع إمكانية الاشتراك.
الاشتراك الشهري تواصل مع شعار «سافر أكثر، أنفق أقل» يسمح لك بالسفر غير المحدود لمدة 30 يوما متتالية على طول خط الترامواي مع الاستفادة من أسعار منخفضة:
- اشتراك تواصل كلاسيك: 1500 دج
- اشتراك تواصل جونيور: 990 دج (-34%) لمن سنه يقل عن 25 سنة.
- اشتراك تواصل سينيور: 830 دج (-45%) لمن سنه يفوق 60 سنة.
- اشتراك تواصل الجامعي: 600 دج/شهري و6000 دج/سنوي لمن سنه لا يفوق 28 سنة وطالب جامعي.
- اشتراك تواصل المدرسي: 300 دج/شهري و3000 دج/سنوي لتلاميذ الطور الابتدائي، المتوسط أو الثانوي.

منذ 2 جويلية 2012، ومع دخول الشطر الثاني للترامواي وربطه مع المترو في قطب التبادل المعدومين تم إنشاء نظام متكامل مع تذكرة زائد "+" بقيمة 70 دج، وكتاب من 10 رحلات بـ600 دج، واشتراك شهري قدره 2500 دج. ويهدف هذه التعريفات اللا تسهيل حركة المسافرين وتنظيمها وإلى الاستجابة لشكاوى المستخدمين الذين يعتبرون التعريفات مرتفعة جدا.
التمويل
يتم توفير التمويل لتشغيل الخطوط (صيانة المعدات وتكاليف الموظفين) من قبل مؤسسة سيترام. ومع ذلك فإن أسعار التذاكر والاشتراك لا تغطي التكلفة الفعلية للنقل، ويتم تعويض هذا النقص من طرف صندوق دعم النقل العمومي الذي أسسته الحكومة الجزائرية في قانون المالية التكميلي لسنة 2008 بفرض ضرائب على السيارات والحافلات والشاحنات الجديدة واقتطاع 1% من رقم أعمال الوكلاء المعتمدين للسيارات لتوفير الموارد الضرورية لتمويل الصندوق.

## أصحاب المشروع
- السلطة المتعاقدة (المالك): وزارة النقل الجزائرية.
- ممثل المالك:  مؤسسة مترو الجزائر.
- المسير:  شركة تسيير خطوط الترامواي.
- المجمعات الصناعية الأجنبية:، توديني.
- المجمعات الصناعية الجزائرية: .

### مقالات ذات صلة
- النقل في الجزائر
- ترامواي وهران
- ترامواي قسنطينة
- مترو الجزائر
- ألستوم
- المحطة البرية للخروبة
- أناسريف

### وصلات خارجية
- الموقع الرسمي. نسخة محفوظة 10 يونيو 2020 على موقع واي باك مشين.
- الصفحة الرسمية لترامواي الجزائر بموقع مؤسسة (ETUSA).
- صفحة عن مشاريع ألستوم في الجزائر.